# Petite suite (Debussy)
Petite Suite is een muziekstuk van de Franse componist Claude Debussy voor piano quatre-mains (vierhandig). Debussy schreef het in 1888/1889. De suite werd voor de eerste keer uitgevoerd op 2 februari 1889, door Debussy samen met de Franse pianist/publicist/muziekuitgever Jacques Durand.
De Petite Suite heeft een vrij eenvoudige lyrische opbouw, die in contrast staat met het werk dat Debussy later schreef en door sommige critici als 'te modern' werd gekenmerkt. Waarschijnlijk heeft Debussy deze compositie geschreven op suggestie van Durand, ten behoeve van bedreven amateurmusici, die in die periode veel behoefte hadden aan muziek die niet te moeilijk voor hen was.
De Petite Suite bestaat uit vier delen, waarvan ieder deel zo werd geschreven, dat bij een uitvoering beide pianisten ongeveer evenveel aan bod komen.

## Delen van de suite
De delen van de Petite Suite met titels en beschrijving:
1. En bateau ('In een boot') - tempo andantino, 6/8 maat, G-majeur. Een golvende melodie wordt begeleid door gebroken akkoorden, die het schommelen van de boot suggereren. Hier wordt de latere stijl van Debussy al aangekondigd. Men treft er twee-tegen-drie bewegingen aan, de kenmerkende none-akkoorden, staccato noten tegenover een gebonden harmonieuze baspartij. Het deel moduleert halverwege naar D-majeur. Uiteindelijk keert het thema in G-majeur terug.
2. Cortège ('Optocht') - tempo moderato, 4/4 maat, E-majeur. Na het begin, met een mars-thema, passeert een scherzando-passage in A-majeur, die aan het einde via vier maten in As-majeur terugvoert naar het thema in E-majeur thema van het begin.
3. Menuet ('menuet') - tempo moderato, 3/4 maat, G-majeur. Dit deel heeft de menuet-vorm A-B-A. Het B-gedeelte in D-majeur neemt de plaats in van het bij het menuet gebruikelijke trio.
4. Ballet ('ballet') - : tempo allegro giusto, 2/4 maat, D-majeur. Halverwege dit deel verandert de maat naar 3/4, een wals. Vervolgens keert de 2/4 van het begin terug, om te eindigen met een 3/8 maat coda in een snelle wals Mouvement de Valse à un temps.

## Orkestbewerking

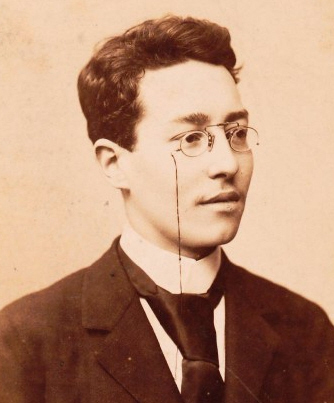
Henri Büsser, 1895, Bibliothèque nationale de France.

Niet Debussy zelf, maar de Franse componist Henri Büsser arrangeerde het stuk enkele jaren later voor orkest. In die tijd was het niet ongewoon dat iemand anders dan de componist het oorspronkelijke werk herschreef. Het schommelen van de boot in het eerste deel wordt in dit arrangement gesuggereerd door een harp. In het derde deel keert de harp terug en wordt het menuet geïntroduceerd door houtblazers.
Dit arrangement wordt regelmatig door verschillende orkesten uitgevoerd.